# Итатское городское поселение
Ита́тское городско́е поселе́ние — упразднённое муниципальное образование в Тяжинском районе Кемеровской области. Административный центр — посёлок городского типа Итатский.

## История
Итатское городское поселение образовано 17 декабря 2004 года в соответствии с Законом Кемеровской области № 104-ОЗ.

## Население
| 2009  | 2010  | 2011  | 2012  | 2013  | 2014  | 2015  |
| ----- | ----- | ----- | ----- | ----- | ----- | ----- |
| 4082  | ↘3979 | ↘3973 | ↘3883 | ↘3788 | ↘3702 | ↘3606 |
| 2016  | 2017  | 2018  | 2019  |       |       |       |
| ↘3526 | ↘3446 | ↘3369 | ↘3311 |       |       |       |

## Состав городского поселения
| № | Населённый пункт | Тип населённого пункта      | Население |
| - | ---------------- | --------------------------- | --------- |
| 1 | Итатский         | пгт, административный центр | ↘2632     |
| 2 | Новомарьинка     | деревня                     | ↘212      |